# تروي إي. براون
تروي إي. براون (بالإنجليزية: Troy E. Brown)‏ هو سياسي أمريكي، ولد في 22 أغسطس 1971 في الولايات المتحدة. حزبياً، نشط في الحزب الديمقراطي. وقد انتخب عضو مجلس ولاية لويزيانا.

## وصلات خارجية
- الموقع الرسمي